# Rocky Linux
Rocky Linux ist eine Linux-Distribution, die auf Red Hat Enterprise Linux basiert.
Sie ist ein inoffizieller Nachfolger von CentOS 8. Am 8. Dezember 2020 kündigte Red Hat an, die weitere Pflege von CentOS 8 gegen Ende des Jahres 2021 einzustellen.
Infolgedessen hatte der Gründer von CentOS, Gregory Kurtzer, angekündigt, dass er erneut ein Projekt starten würde, welches das ursprüngliche Ziel von CentOS als frei verfügbarer binärkompatibler Alternative zu Red Hat Enterprise Linux weiterhin verfolgt.
Der Name Rocky Linux ehrt Rocky McGaugh, der CentOS mitgründete. Jason Dale „Rocky“ McGaugh verstarb im Jahr 2004.
Rocky Linux wird von der Rocky Enterprise Software Foundation (RESF) getragen, die eine Public Benefit Corporation in Delaware ist. Die Rocky Enterprise Software Foundation (RESF) gehört Gregory Kurtzer, welcher daher sowohl gewinnorientiert als auch gemeinwohlorientiert agieren muss.

## Entwicklung
Am 21. Juni 2023 kündigte Red Hat an, den Quelltext für alle neueren CentOS Versionen nach 7 nicht mehr öffentlich verfügbar zu machen. Rocky Linux ist davon unmittelbar betroffen, da sie den bis dahin bereitgestellten Quellcode genutzt haben, um ihre eigenen Pakete zu erzeugen. Am 22. Juni 2023 reagierte Rocky Linux auf die Einschränkungen von Red Hat: Man habe bereits eine kurzfristige Lösung entwickelt und werde weiter daran arbeiten. Für alle Nutzer soll es keine Einschränkungen geben. Der Gründer betont, dass Quelloffene Software immer frei und stabil sein sollte. Rocky Linux habe sich an diesem Prozess beteiligt und an CentOS Stream sowie Fedora mitgearbeitet, um die Enterprise Linux Gemeinschaft zu stärken. 
Durch Red Hats Änderungen seien kleinere Unannehmlichkeiten entstanden, die durch eine schnelle Entwicklung aber kompensiert werden können. Er betont: Rocky Linux werde weiterhin eine freie und kostenfreie Alternative zu RHEL bleiben. Die langjährige Unterstützung von Rocky 8 und 9 soll wie versprochen eingehalten werden.

## Rezeption
Olivia von Westernhagen meint bei Heise.de, dass mit der Version 8.4 („Green Obsidian“) das erste stabile Release der neuen Linux-Distribution veröffentlicht wurde und dies ein kostenloser Red Hat Enterprise Linux-Klon sei. Ein Umzug von RHEL 8.4 sei dank Binärkompatibilität einfach. Auch das Swiss IT Magazine merkt an, dass durch das Migrations-Tool Migrate2rocky die Migration einfach zu bewerkstelligen sei. Bei linuxnews.de wird angemerkt, dass sich mit Rocky Linux und AlmaLinux zwei Distributionen als Nachfolger des eingestellten CentOS positionieren. Für Michael Kofler macht Rocky Linux einen sehr vielversprechenden Eindruck und man könne mit der Wahl nicht viel falsch machen. Das Linux-Magazin berichtet, dass Rocky Linux mit Shim einen von Microsoft signierten Bootloader mitbringt, sodass die Distribution auch auf UEFI-Systemen mit aktiviertem Secure Boot starten sollte.